# Stellifer mancorensis
Stellifer mancorensis es una especie de pez de la familia Sciaenidae en el orden de los Perciformes.

## Morfología
• Los machos pueden llegar alcanzar los 20 cm de longitud total.

## Hábitat
Es un pez de clima tropical y bentopelágico que vive hasta los 40 m de profundidad.

## Distribución geográfica
Se encuentra en el Pacífico oriental: desde Costa Rica hasta el Perú.

## Observaciones
Es inofensivo para los humanos.